# Boretto
Boretto – miejscowość i gmina we Włoszech, w regionie Emilia-Romania, w prowincji Reggio Emilia.
Według danych na rok 2004 gminę zamieszkiwało 4638 osób, 244,1 os./km².